# Giurcuța de Sus
Giurcuța de Sus – wieś w Rumunii, w okręgu Kluż, w gminie Beliș. W 2011 roku liczyła 139 mieszkańców.